# Пуровський завод з переробки конденсату
Пуровський завод з переробки конденсату (Пуровський ЗПК) – підприємство нафтогазової промисловості, яке споруджене у Тюменській області Росії компанією «Новатек». 
Отриманий на родовищах «Новатека» (та його спільних підприємств) конденсат після деетанізації доставляється на переробний майданчик по конденсатопроводах Юрхарівське – Пуровський ЗПК та Термокарстове –Пуровський ЗПК. Перша черга Пуровського ЗПК стала до ладу в 2005-му та мала річну потужність на рівні 2 млн тон. Із запуском в 2008-му другої черги цей показник збільшили до 5 млн тон, а в 2014-му наступний етап розширення довів його до 11 млн тон (і є плани щодо подальшого збільшення потужності). 
Основними продуктами переробки виступають фракція С3+ (у російській термінології відома як широка фракція легких вуглеводнів, ШФЛУ) та стабільний газовий конденсат. В 2021-му завод прийняв на переробку 12,82 млн тон деетанізованого конденсату та виробив 3,39 млн тон ШФЛУ і 9,35 млн тон стабільного конденсату.
ШФЛУ з 2014-го відправляють по спеціалізованому трубопроводу Пуровськ – Тобольськ, тоді як стабільний конденсат вивозять залізничним транспортом, передусім на належний «Новатеку» конденсатопереробний завод в Усть-Лузі.